# Дубенский район (Тульская область)
Ду́бенский район — административно-территориальная единица (район) и муниципальное образование (муниципальный район) в Тульской области России.
Административный центр — посёлок городского типа (рабочий посёлок) Дубна.

## Физико-географическая характеристика

### География
Дубенский район расположен на западе Тульской области на расстоянии 50 км от областного центра и граничит с севера с Ферзиковским районом Калужской области и Алексинским районом Тульской области, с запада — с Суворовским районом, с юга — Одоевским и Щёкинским районами, с востока — с Ленинским районом Тульской области. Площадь района — 691 км², протяжённость с севера на юг — 30 км, с запада на восток — 37,6 км.
Рельеф района сильно расчленённый, слегка всхолмлённый, изрезанный глубокой сетью оврагов. На территории района имеются месторождения полезных ископаемых: известняки, керамзитовые глины и строительные пески.

### Климат
Климат умеренно континентальный. Формируется в основном за счёт приходящего с запада влажного морского воздуха с Атлантики. Вторжение арктических воздушных масс усиливает суровость зим, а весной и осенью вызывает резкие похолодания и заморозки. Средняя температура января от −9 °C до −10,3 °C, средняя температура июля +19 °C — +20 °C. Количество осадков изменяется в пределах 450—570 мм. Ветры в течение года переменных направлений: летом преимущественно юго-западные, зимой северо-восточные, скорость 2—5 м/с. К концу зимы снежный покров достигает 0,3—0,6 м, грунты промерзают до 0,8 м.

### Гидрография

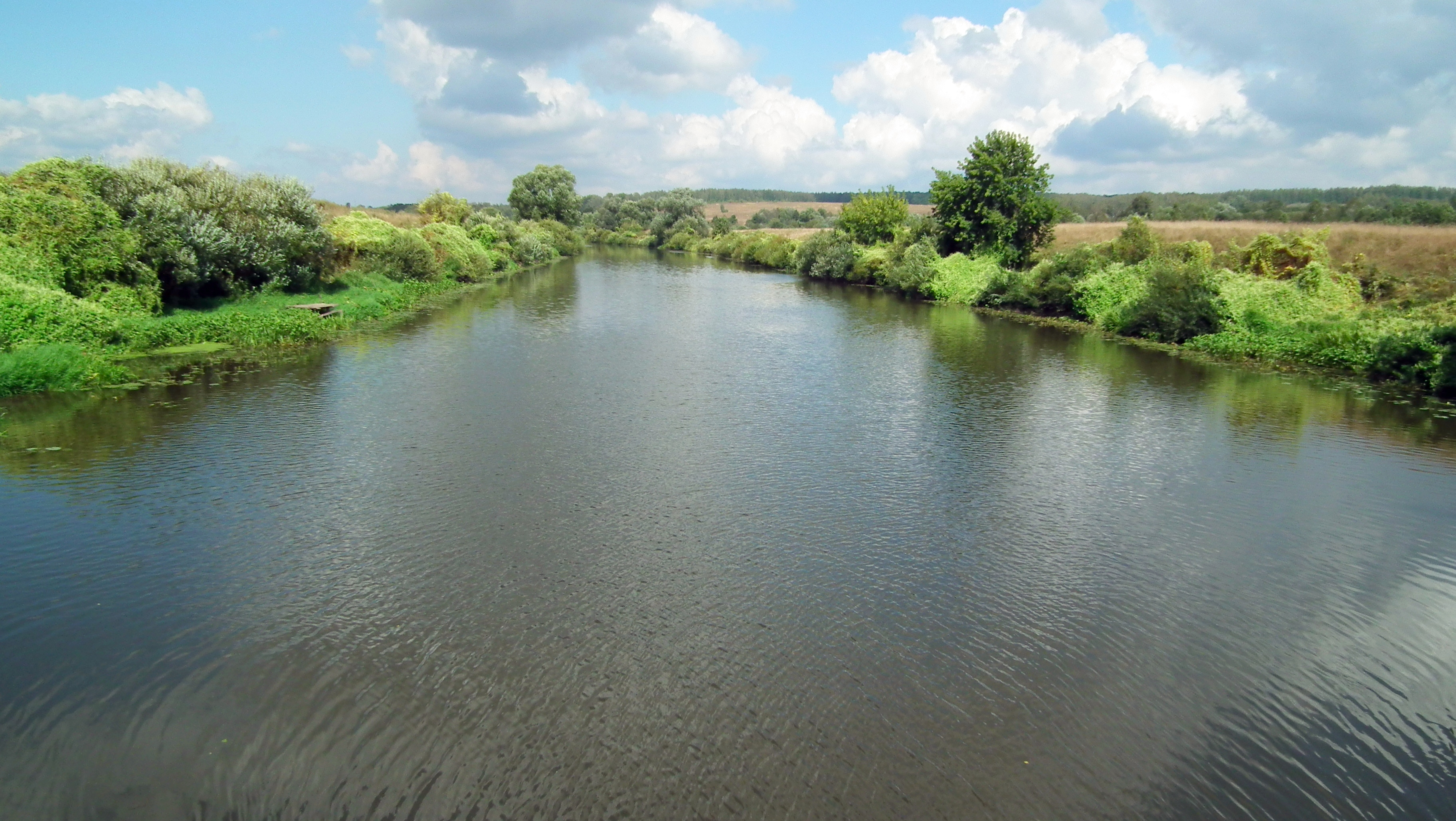
Река Упа в Опочне

По территории района с севера на юг по его восточной окраине протекает река Упа протяженностью около 38 км. В неё впадают реки: Большая Колодня, Малая Колодня, Глушня, Дубна, Волхонка. Долины малых рек крутые, русла рек глубоко врезаны в рельеф, долина реки Упа плоская, ровная, сухая, широкая, местами достигает 5 км. Дно рек каменистое, на реке Упа местами заболоченное. Питание малых речек преимущественно родниковое с участием снегового и дождевого. Они могут сильно разливаться весной в ионную воду, максимальный подъём уровня воды 1,5—6 м. Малые реки из берегов не выходят. В отдельные годы Упа выходит из берегов. На территории района имеется 12 прудов, наиболее крупные из них — каскад прудов рыбхоза «Воскресенский» общим объёмом 2 865 тыс. м³, пруд ДЧЛЗ в посёлке Дубна — 331 тыс. м³ и пруд в д. Якшинские Выселки — 1 649 тыс. м³.
Единственным используемым источником хозяйственно-питьевого водоснабжения в районе в настоящее время являются подземные воды. Грунтовые воды расположены на глубине 500—800 см.

### Зависимость от природных катаклизмов
Рельеф и климат существенного влияния на возможность возникновения чрезвычайных ситуаций природного характера не оказывают. Зон катастрофического затопления территории района нет. Однако в случае активного снеготаяния могут образоваться незначительные зоны паводкового затопления, при сильных морозах и высокой влажности возможны отложения гололеда. Также на территории района возможно возникновение смерчей, ураганов и сильных ветров до 20—30 м/с.

### Растительность
Район обладает большими лесными ресурсами сравнительно с другими районами области, покрытие лесом составляет 25 814 га (32,18 %). Леса, как правило, лиственные: береза, осина, липа, дуб, местами с примесью хвойных пород. Распространены разнотравные луга.

### Экология
Экологическая ситуация на территории Дубенского района благоприятна. На территории района отсутствуют высокотоксичные производства, уровень загрязнения воды, почвы и воздуха не превышает предельно допустимых нормативов. Основными источниками загрязнения окружающей среды является автотранспорт, твёрдые коммунальные отходы и отходы от деятельности сельскохозяйственных предприятий. В апреле 2023 года, в ходе проверки состояния атмосферного воздуха в Дубенском районе, специалисты обнаружили следы оксида углерода, сероводорода, фенола, аммиака, диоксида азота, ксилола и хлороводорода. Однако превышений предельно-допустимых концентраций загрязняющих веществ в воздухе не зафиксировано.
Сбор и вывоз твёрдых коммунальных отходов на территории муниципального образования Дубенский район осуществляет региональный оператор ООО «МСК-НТ». На территории Дубенского полигона в 2019 году возведён производственно-технический комплекс производительностью до 400 тыс. т/год. Сюда привозят мусор из Алексинского, Заокского, Ясногорского, Дубенского, Белёвского, Суворовского, Одоевского, Арсеньевского, Плавского и Чернского районов, поселка Новогуровского, а также отходы, собранные при ликвидации несанкционированных свалок и при сносе аварийных объектов. С 2018 по 2022 год на территории Дубенского района ликвидировано 16 несанкционированных свалок и обустроено 103 контейнерных площадки.

## История
Район был образован в 1924 году в составе Тульского уезда Тульской губернии в результате районирования и упразднения Одоевского уезда.
12 июля 1929 года в результате упразднения губерний район вошёл в состав Тульского округа Московской области. На тот момент в его состав входили рабочий посёлок Дубна и сельсоветы: Бабошинский, Баздревский, Березовский, Бредихинский, Веригинский, Воскресенский, Гармоновский, Головинский, Гурьевский, Катешовский, Лошаченский, Луженский, Любенский, Надеждинский, Новопавшинский, Опоченский, Пореченский, Протасовский, Радуговищенский, Сидоровский, Сизеневский, Скоморошинский, Слободской, Сухаревский, Шатовский, Якшинский и Ясеновский.
31 марта 1936 года в Дубенский район были переданы Аббакумовский и Лобжинский с/с Черепетского района.
26 сентября 1937 года район вошёл в состав вновь образованной Тульской области.
В годы Великой Отечественной войны территория района была временно оккупирована немецкими войсками. 24 октября 1941 года части вермахта вошли на территорию Дубенского района, практически не встретив серьёзного сопротивления из-за отступления частей разгромленного Брянского фронта (см. Орловско-Брянская операция). Отдельные боестолкновения происходили в селе Воскресенское с арьергардами РККА за переправу через реку Упа. В районе развернулось партизанское движение: в районе деревень Скоморошки, Гурьевка, Королевка и Сизенево действовал партизанский отряд «Смелый» под командованием И. Е. Марчука, который позднее ушёл под Тулу и принимал участие в обороне города Тула. Немецкая администрация приступила к составлению списков семей советских граждан, подлежавших уничтожению, и непосредственно к расстрелам: семей коммунистов, колхозных активистов и партизан.
10 ноября 1941 лесничий Дубненского лесничества Андрей Семёнович Храпков, рискуя своей жизнью и жизнью своей семьи, вывел из окружения остатки 4-й кавалерийской дивизии (525 человек при 96 лошадях и личном оружии), за что был награждён орденом Ленина (20 марта 1942). В другом случае, один из жителей села Яньково, помогая активистам добраться до частей Красной армии, был замечен немецким патрулём. После проведения зачистки деревни в одном из домов были обнаружены двое раненых красноармейцев, которые были расстреляны вместе со всеми членами укрывавшей их семьи и односельчанином, который пытался защитить своих соотечественников от расправы. Действовавшая в селе Гурьевка комсомольская группа под руководством Марии Силаевой помогла выйти из окружения 132 бойцам РККА.
С началом Тульской наступательной операции войска 258-й стрелковой дивизии при поддержке партизан вошли на территорию района в начале второй декады декабря, а уже 12 декабря вышли на рубеж Новое Павшино — Слобода. 12 декабря были освобождены Лужное и Восресенское, а 14 декабря — конным рейдом разведотряда под командованием А. Кривенцова — посёлок Дубна. В образовавшийся разрыв между немецкими войсками советское командование ввело моторизованную группу генерала М. М. Попова (около тридцати танков), которая вошла в Дубну через Воскресенское и далее двинулась через Ивановку на Ханино, вела бои за Калугу. Последний бой на дубенской земле случился 19 декабря в районе деревень Столбова, Дальнерусанова и Титово.
Всего из Дубенского района было призвано на фронт 6480 солдат и офицеров, из них погибли в боях — 4024.
В послевоенные годы в Дубенском районе действовали около 100 колхозов. Нередко в одной деревне было по 2—3 колхоза. В июне 1950 года 92 колхоза были ликвидированы, и вплоть до 1965 года производством сельскохозяйственной продукции занимались 10 колхозов и 3 совхоза. После очередного объединения колхозов, с 1956 по 1990 год в районе работали 8 колхозов и 3 совхоза. Посевная площадь в этот период составляла 34 тыс. га. На 1 января 2007 года на территории района имелись 148 крестьянских (фермерских) хозяйств.

## Население
| 1959    | 1970    | 1979    | 1989    | 2002    | 2009    | 2010    | 2011    | 2012    |
| ------- | ------- | ------- | ------- | ------- | ------- | ------- | ------- | ------- |
| 21 721  | ↘16 838 | ↘14 549 | ↗15 130 | ↘15 011 | ↘14 612 | ↗14 618 | ↘14 567 | ↗14 805 |
| 2013    | 2014    | 2015    | 2016    | 2017    | 2018    | 2019    | 2020    | 2021    |
| ↘14 796 | ↘14 696 | ↘14 664 | ↘14 472 | ↘14 342 | ↘14 260 | ↘14 022 | ↗14 157 | ↗15 056 |

### Урбанизация
Городское население (посёлок городского типа Дубна) составляет 39,67 % от всего населения района.

### Национальный состав
По итогам переписи населения 2020 года проживали следующие национальности (национальности менее 0,1 % и другое см. в сноске к строке «Другие»):
| Национальность   | Численность, чел. | Доля     |
| ---------------- | ----------------- | -------- |
| Русские          | 13 695            | 90,96 %  |
| Азербайджанцы    | 131               | 0,87 %   |
| Армяне           | 112               | 0,74 %   |
| Украинцы         | 78                | 0,52 %   |
| Узбеки           | 72                | 0,48 %   |
| Турки-месхетинцы | 45                | 0,30 %   |
| Татары           | 44                | 0,29 %   |
| Таджики          | 43                | 0,29 %   |
| Молдаване        | 33                | 0,22 %   |
| Грузины          | 24                | 0,16 %   |
| Аварцы           | 20                | 0,13 %   |
| Другие           | 759               | 5,04 %   |
| Итого            | 15 056            | 100,00 % |

## Территориальное деление
Административно-территориальное устройство
Дубенский район в рамках административно-территориального устройства включает 1 посёлок городского типа и 7 сельских округов:
| №     | Административно-территориальная единица | Код ОКАТО  | Население 2002 (чел.) | Соответствие сельскому поселению |
| ----- | --------------------------------------- | ---------- | --------------------- | -------------------------------- |
| 1e-06 | Посёлок городского типа:                |            |                       |                                  |
| 2e-06 | Дубна                                   | 70 218 551 |                       |                                  |
| 3e-06 | Сельские округа:                        |            |                       |                                  |
| 1     | Воскресенский сельский округ            | 70 218 805 | 2703                  | Воскресенское СП                 |
| 2     | Гвардейский сельский округ              | 70 218 810 | 1322                  | Воскресенское СП                 |
| 3     | Луженский сельский округ                | 70 218 820 | 797                   | Воскресенское СП                 |
| 4     | Надеждинский сельский округ             | 70 218 825 | 861                   | Протасовское СП                  |
| 5     | Новопавшинский сельский округ           | 70 218 830 | 678                   | Протасовское СП                  |
| 6     | Опоченский сельский округ               | 70 218 835 | 1592                  | Воскресенское СП                 |
| 7     | Протасовский сельский округ             | 70 218 840 | 864                   | Протасовское СП                  |

Муниципальное устройство
В муниципальный район, в рамках организации местного самоуправления, входят 3 муниципальных образования, в том числе одно городское и два сельских поселения:
| №        | Муниципальное образование | Административный центр | Количество населённых пунктов | Население | Площадь, км2 |
| -------- | ------------------------- | ---------------------- | ----------------------------- | --------- | ------------ |
| 1e-06    | Городское поселение:      |                        |                               |           |              |
| 1        | рабочий посёлок Дубна     | рабочий посёлок Дубна  | 1                             | ↗5972     | 6,47         |
| 1.000002 | Сельские поселения:       |                        |                               |           |              |
| 2        | Воскресенское             | село Воскресенское     | 54                            | ↗6454     | 187,23       |
| 3        | Протасовское              | село Протасово         | 30                            | ↗2630     | 230,12       |

В 2006 году в муниципальном районе были созданы 1 городское и 4 сельских поселения. В 2013 году были упразднены сельские поселения Гвардейское и Пореченское (включены в Воскресенское).

## Населённые пункты
В Дубенском районе один рабочий посёлок и 84 сельских населённых пункта.
| №  | Населённый пункт    | Тип             | Население (чел.) | Муниципальное образование | Сельский округ |
| -- | ------------------- | --------------- | ---------------- | ------------------------- | -------------- |
| 1  | Дубна               | рабочий посёлок | ↗5972            | р. п. Дубна               |                |
| 2  | Азаровка            | деревня         | 11               | Протасовское              | Надеждинский   |
| 3  | Андреевка           | деревня         | 7                | Протасовское              | Новопавшинский |
| 4  | Бабошино            | деревня         | ↘318             | Воскресенское             | Опоченский     |
| 5  | Бабошинские Выселки | деревня         | 4                | Воскресенское             | Опоченский     |
| 6  | Баздрево            | деревня         | 9                | Воскресенское             | Воскресенский  |
| 7  | Батьково            | деревня         | 5                | Протасовское              | Протасовский   |
| 8  | Берёзово            | деревня         | 29               | Протасовское              | Протасовский   |
| 9  | Богородицкое        | деревня         | 0                | Воскресенское             | Луженский      |
| 10 | Братьково           | деревня         | 5                | Протасовское              | Надеждинский   |
| 11 | Бредихино           | деревня         | 39               | Воскресенское             | Воскресенский  |
| 12 | Брусовое            | деревня         | 1                | Воскресенское             | Гвардейский    |
| 13 | Буравлянка          | деревня         | 2                | Воскресенское             | Воскресенский  |
| 14 | Веригино            | деревня         | 4                | Воскресенское             | Опоченский     |
| 15 | Верховье            | деревня         | 6                | Воскресенское             | Гвардейский    |
| 16 | Воскресенское       | село            | ↗2573            | Воскресенское             | Воскресенский  |
| 17 | Востьяново          | деревня         | 6                | Протасовское              | Протасовский   |
| 18 | Выглядовка          | деревня         | 22               | Воскресенское             | Воскресенский  |
| 19 | Высокое             | деревня         | 13               | Протасовское              | Надеждинский   |
| 20 | Вялино              | деревня         | 15               | Воскресенское             | Луженский      |
| 21 | Гармоново           | деревня         | 29               | Протасовское              | Новопавшинский |
| 22 | Гвардейский         | посёлок         | ↗520             | Воскресенское             | Гвардейский    |
| 23 | Головино            | деревня         | ↘105             | Протасовское              | Протасовский   |
| 24 | Григорьевка         | деревня         | 8                | Протасовское              | Новопавшинский |
| 25 | Гурьевка            | деревня         | 27               | Воскресенское             | Гвардейский    |
| 26 | Дергаловка          | деревня         | 9                | Воскресенское             | Воскресенский  |
| 27 | Доброе Семя         | деревня         | 46               | Воскресенское             | Воскресенский  |
| 28 | Дроково             | деревня         | 12               | Протасовское              | Надеждинский   |
| 29 | Екатерининка        | деревня         | 4                | Воскресенское             | Гвардейский    |
| 30 | Елагино             | деревня         | 19               | Воскресенское             | Воскресенский  |
| 31 | Елизаветовка        | деревня         | 0                | Протасовское              | Новопавшинский |
| 32 | Елисеевка           | деревня         | 13               | Воскресенское             | Опоченский     |
| 33 | Жигулевский         | посёлок         | 0                | Воскресенское             | Воскресенский  |
| 34 | Ивановка            | деревня         | 25               | Протасовское              | Надеждинский   |
| 35 | Карачево            | деревня         | 10               | Воскресенское             | Опоченский     |
| 36 | Коптево             | деревня         | 8                | Воскресенское             | Гвардейский    |
| 37 | Красавка            | деревня         | 28               | Воскресенское             | Воскресенский  |
| 38 | Красноселы          | деревня         | 1                | Протасовское              | Протасовский   |
| 39 | Крушма              | посёлок станции | 8                | Протасовское              | Надеждинский   |
| 40 | Лесной              | посёлок         | 16               | Воскресенское             | Гвардейский    |
| 41 | Лобжа               | деревня         | →248             | Протасовское              | Надеждинский   |
| 42 | Лошачье             | деревня         | 14               | Воскресенское             | Опоченский     |
| 43 | Лужное              | село            | ↗592             | Воскресенское             | Луженский      |
| 44 | Малино              | деревня         | 4                | Воскресенское             | Воскресенский  |
| 45 | Марьино             | деревня         | 9                | Протасовское              | Надеждинский   |
| 46 | Михино              | деревня         | 14               | Воскресенское             | Опоченский     |
| 47 | Морево              | деревня         | 10               | Воскресенское             | Гвардейский    |
| 48 | Надеждино           | деревня         | ↗437             | Протасовское              | Надеждинский   |
| 49 | Негелево            | деревня         | 7                | Протасовское              | Протасовский   |
| 50 | Никольские Выселки  | деревня         | 16               | Воскресенское             | Луженский      |
| 51 | Новое Берковое      | деревня         | 44               | Воскресенское             | Опоченский     |
| 52 | Новое Павшино       | село            | ↘540             | Протасовское              | Новопавшинский |
| 53 | Опочня              | село            | ↘492             | Воскресенское             | Опоченский     |
| 54 | Павлицкий           | посёлок         | 0                | Воскресенское             | Луженский      |
| 55 | Панковичи           | село            | ↘34              | Протасовское              | Новопавшинский |
| 56 | Поречье             | деревня         | 24               | Воскресенское             | Опоченский     |
| 57 | Поречье             | посёлок         | ↗598             | Воскресенское             | Опоченский     |
| 58 | Пригородный         | посёлок         | ↘2               | Воскресенское             | Гвардейский    |
| 59 | Пролетарка          | посёлок         | 0                | Протасовское              | Новопавшинский |
| 60 | Протасово           | село            | ↘602             | Протасовское              | Протасовский   |
| 61 | Пустошино           | деревня         | 6                | Воскресенское             | Гвардейский    |
| 62 | Пятерное            | деревня         | 15               | Воскресенское             | Воскресенский  |
| 63 | Радуговище          | деревня         | 15               | Воскресенское             | Луженский      |
| 64 | Савенки             | деревня         | 19               | Воскресенское             | Гвардейский    |
| 65 | Селино              | деревня         | 51               | Воскресенское             | Луженский      |
| 66 | Семеновка           | деревня         | 14               | Воскресенское             | Гвардейский    |
| 67 | Сидоровка           | деревня         | 19               | Воскресенское             | Гвардейский    |
| 68 | Сизенево            | деревня         | 52               | Воскресенское             | Гвардейский    |
| 69 | Скоморошки          | село            | ↗379             | Воскресенское             | Гвардейский    |
| 70 | Слобода             | деревня         | 63               | Воскресенское             | Воскресенский  |
| 71 | Старое Берковое     | деревня         | 15               | Воскресенское             | Опоченский     |
| 72 | Столбово            | деревня         | 18               | Протасовское              | Надеждинский   |
| 73 | Сухарево            | деревня         | 2                | Воскресенское             | Гвардейский    |
| 74 | Сухаревский         | посёлок         | 6                | Воскресенское             | Гвардейский    |
| 75 | Тимофеевка          | деревня         | 24               | Протасовское              | Протасовский   |
| 76 | Улыбышево           | деревня         | 4                | Воскресенское             | Воскресенский  |
| 77 | Филино              | деревня         | 4                | Протасовское              | Надеждинский   |
| 78 | Фирсово             | деревня         | 4                | Протасовское              | Надеждинский   |
| 79 | Хотетово            | деревня         | 7                | Воскресенское             | Опоченский     |
| 80 | Храбрищево          | деревня         | 42               | Воскресенское             | Луженский      |
| 81 | Шатово              | село            | ↘155             | Воскресенское             | Луженский      |
| 82 | Якшино              | деревня         | 45               | Протасовское              | Новопавшинский |
| 83 | Якшинские Выселки   | деревня         | 4                | Протасовское              | Новопавшинский |
| 84 | Яньково             | деревня         | 21               | Воскресенское             | Воскресенский  |
| 85 | Ясеновая            | деревня         | 10               | Протасовское              | Надеждинский   |

Упразднённые населённые пункты:
- 1986 год — посёлок Вольный Скоморошинского сельсовета, деревни Володино, Новосёлки и Фетисово Надеждинского сельсовета; посёлки Пищевик, Первомайский и деревня Дьяково включены в состав села Воскресенское; посёлок Родной в состав деревни Сизенево[44]

## Местное самоуправление
Исполнительно-распорядительным органом местного самоуправления муниципального образования Дубенский район является администрация, наделенная полномочиями по решению вопросов местного значения и полномочиями для осуществления отдельных государственных полномочий, переданных органам местного самоуправления Дубенского района федеральными законами и законами Тульской области. Администрацией на принципах единоначалия руководит глава администрации муниципального образования Дубенский район, назначаемый на должность по контракту, заключаемому по результатам конкурса на срок 5 лет. Структура администрации утверждается собранием представителей района по представлению главы администрации.
В структуру администрации Дубенского района входят отраслевые органы администрации:
- отдел исполнения бюджета, учёта и отчетности;
- финансовое управление;
- сектор имущественных отношений;
- отдел имущественных и земельных отношений;
- отдел по мобилизационной подготовке, ГО и ЧС, охране окружающей среды;
- отдел экономического развития, предпринимательства и сельского хозяйства;
- сектор муниципального архива;
- комитет по образованию, культуре, молодёжной политике, физической культуре и спорту;
- комитет по кадрам, делопроизводству, информатизации и взаимодействию с ОМС;
- комитет по жизнеобеспечению[46].

Собрание представителей муниципального образования Дубенский район состоит из 15 депутатов, избранных на муниципальных выборах. Работу собрания представителей организует его председатель, который является главой муниципального образования, избираемым из числа депутатов собрания представителей. С 4 марта 2020 года глава муниципального образования Дубенский район является Галина Александровна Давыдова.
С 2018 года в Дубенском районе официально зарегистрированы институты сельского старосты и территориального общественного самоуправления. Старостам вручены отличительные знаки «Староста сельского населённого пункта», выданы мобильные телефоны с корпоративной связью. В 2022 году на территории Дубенского района осуществляли свою деятельность 31 староста сельских населённых пунктов (25 — Воскресенское МО, 6 — Протасовское МО) и 8 руководителей ТОС (3 — Воскресенское МО, 4 — посёлок Дубна, 1 — Потасовское МО). В общей сложности на территории Дубенского района зарегистрировано 11 Территориальных общественных самоуправлений.

## Официальная символика
Официальными символами Дубенского района являются герб и флаг, разработанные в соответствии с требованиями федерального законодательства и геральдическими правилами, прошедшие государственную регистрацию в установленном порядке.
Герб Дубенского района и положение о нём утверждены решением Совета депутатов муниципального образования «Дубенский район» № 17-4 от 17 февраля 2000 года. Герб района внесен в государственный геральдический регистр под № 819. Официальное описание герба:

В серебряном поле между двух золотых дубовых ветвей с зелеными листьями и золотыми желудями в зеленых чашечках зелёная рудоискотельная лоза, сопровождаемая внизу чёрным молотом.
Дубовые ветви иллюстрируют название села — Дубно и речки — Дубны. Лоза и молот взяты с родового герба уральских промышленников Демидовых, чья родина, село Павшино, находится на территории района. Они также напоминают о Дубенском чугунолитейном заводе. Зелёный цвет в гербе символизирует природу района. Зелёный цвет также символ плодородия, надежды и здоровья. Золото (желтый) в геральдике символ высшей ценности, величия, прочности, силы, великодушия. Серебро (белый) в геральдике — символ простоты, совершенства, мудрости, благородства, мира, взаимосотрудничества. Чёрный цвет в геральдике символизирует благоразумие, мудрость, скромность, честность и вечность бытия.
Флаг Дубенского района представляет собой прямоугольное белое полотнище, воспроизводящее в центре композицию гербового щита с зелеными полосами вдоль узких сторон. Флаг разработан на основе современного герба муниципального образования Дубенский район. Описание флага утверждено решением районного Совета депутатов муниципального образования «Дубенский район» Тульской области от 20 апреля 2000 года № 19-1.
Текст гимна Дубенского района утвержден решением собрания представителей муниципального образования Дубенский район от 11 октября 2005 года № 38-2.
Для жителей Дубенского района, внесших особо важный вклад в его развитие, устанавливается почетное звание «Почетный гражданин Дубенского района».

## Экономика

### Бюджет
Доходы в консолидированный бюджет Дубенского района в период 2018—2022 годов поступили в объёме 2871 млн рублей, в том числе:
- налоговые доходы и неналоговые доходы — 881,4 млн рублей.
- безвозмездные поступления из других бюджетов — 1983,2 млн рублей.
- безвозмездные поступления от негосударственных организаций/прочие безвозмездные поступления — 6,4 млн рублей[8].

Расходы консолидированного бюджета Дубенского района в 2018—2022 годы составили 2864,5 млн рублей, основные части которых были направлены на образование, жилищно-коммунальное хозяйство, национальную экономику, культуру и общегосударственные вопросы. В период 2018—2022 года бюджет района являлся социально направленным. Расходы на социальную сферу составляли 60,2 % от общего объёма расходов.
Доходы консолидированного бюджета района на 2023 год запланированы в объёме 682,2 млн рублей, а расходы — 696 млн рублей. Ежегодный рост собственных доходов консолидированного бюджета муниципального образования на 2023 год и плановый период 2024—2025 годы в среднем планируется от 0,5 % до 2,6 %. В 2023 году сокращены дотации из областного бюджета по сравнению с 2022 годом на 7,7 млн рублей. Муниципальный долг в Дубенском районе отсутствует. Привлечение кредитов с 2016 года в район не осуществлялись.

### Отрасли экономики
Структура экономики представлена отраслями добычи и первичной обработки полезных ископаемых, сельским хозяйством и обрабатывающим производством. Большинство предприятий являются субъектами малого предпринимательства. Наиболее значимые промышленные предприятия — ООО «Центр-Известняк», АО «Пореченский карьер», ООО «СтройПесокСервис», ТОП ООО «Росбио», ООО «ПрофСтальПрокат», ООО «МАФ», ОП АО «БТК Групп», ООО «Политех», ООО «Дубенский хлеб», ООО «Электроимпульс», ООО «Брянская мясная компания» АПХ «Мираторг».
На территории района заняты сельскохозяйственным производством 6 сельскохозяйственных предприятий различных форм собственности и 10 крестьянских (фермерских) хозяйств. Сельскохозяйственное производство района специализируется в основном на мясном животноводстве и растениеводстве (выращивание зерновых культур, рапса, картофеля и овощей открытого грунта). Наиболее значимое для района предприятие — это ООО «Брянская мясная компания» АПХ Мираторг, которая с начала производственной деятельности ввела в оборот более 7,0 тыс. га неиспользуемой пашни.
Число субъектов малого и среднего предпринимательства в расчете на 10 тысяч человек населения в 2022—249,16 единицы.
За период 2018—2022 годов объём промышленного производства увеличился в 2,5 раза, среднемесячная заработная плата выросла на 37,1 % и составила 37 301,4 рублей, снизился уровень регистрируемой безработицы в 2,6 раза, а инвестировано в экономику района более 2,4 млрд рублей. Объём инвестиций в основной капитал (за исключением бюджетных средств) в 2022 году составил 27 883,90 рублей.

## Жилищно-коммунальное хозяйство

### Газификация
В Дубенском районе природный газ подведен в домовладения 94 % жителей. За период 2018—2022 в районе построено 22 км внутрипоселковых распределительных газовых сетей для обеспечения природным газом 228 домовладений в населенных пунктах Доброе Семя, Бредихино, Шатово, Баздрево, Елагино, Якшинские Выселки, Тимофеевка, Берёзово, Головино.
В 2020 году администрация Дубенского района заключила муниципальный контракт на проведение работ по газификации деревень Выглядовка и Дергаловка, согласно которому пуск газа в домовладения планировался до 1 ноября 2020 года. Однако в том же году администрация района расторгла контракт в одностороннем порядке, в результате чего газ в домовладения так и не поступил. Осенью 2022 года прокуратура внесла главе администрации представление, а суд обязал администрацию муниципального образования Дубенский район газифицировать деревни до 1 февраля 2023 года. Вопреки требованиям законодательства об общих принципах организации местного самоуправления администрация до настоящего времени не приняла мер для газификации указанных населенных пунктов.

### Водоснабжение, водоотведение
Общая протяжённость водопровода на территории Дубенского района составляет 96,3 км. С 2018 года в районе заменено 5 водонапорных башен, 44 участка водопроводных сетей, на протяжённости около 25 км, построены и введены в эксплуатацию две станции водоподготовки ВЗУ № 1 по Красноармейской улице в посёлке Дубна и ВЗУ № 2 по улице Дружба в посёлке Дубна. В ноябре 2022 года, после многочисленных жалоб местных жителей на качество питьевой воды, началось строительство очистных сооружений в селе Воскресенское и в поселке Дубна, работы по которым планируется завершить к 15 ноября 2023 года.

## Транспорт
По территории Дубенского района проходит ширококолейная железная дорога Тула — Сухиничи (в одну колею) — 30 км, неэлектрифицированная, на которой имеются две железнодорожные станции — Упа и Крушма и один разъезд — Головино, позволяющие вести разгрузочно-погрузочные работы. К Пореченскому карьеру и посёлку Дубна имеются железнодорожные подъездные пути. В советское время по территории района проходила Тула-Лихвинская узкоколейная железная дорога.
Общая протяженность автомобильных дорог с твердым покрытием — 120 км, из них республиканского значения 30 км — Тула — Суворов и местного значения — 90 км. Доля протяженности автомобильных дорог общего пользования, не отвечающих нормативным требованиям, в общей протяженности автомобильных дорог общего пользования местного значения в 2022 году составляет 61 %. 2,42 % населения Дубенского района проживает в населенных пунктах, не имеющих регулярного автобусного сообщения с административным центром.
По территории района проходят 3 магистральных газопровода: Елец — Серпухов (26 км, диаметр труб — 1220 мм, давление — 55 кг/см2), Острогожск — Белоусово (26 км, диаметр труб — 1220 мм, давление — 55 кг/см2) и Тула — Торжок (26 км, диаметр труб — 1220 мм, давление — 55 кг/см2). Эти газопроводы проходят на расстоянии не менее 500 м от населённых пунктов. Вывод: транспортная сеть района обеспечивает тесные экономические связи как внутри района, так и со всеми районами области и регионами страны и имеет исключительно важное транспортное и экономическое значение для района.

## Социальная сфера

### Здравоохранение
Система здравоохранения Дубенского района представлена поликлиникой № 2, обслуживающая взрослое население и входящая в состав ГУЗ «Городская клиническая больница № 2 города Тулы имени Е. Г. Лазарева», детской поликлиникой № 3 медицинского центра для детей, стационаром и 12 фельдшерско-акушерскими пунктами.

### Образование
В муниципальном образовании функционируют 13 образовательных учреждений, из них: 7 школ, 3 детских сада, 1 центр образования и 2 учреждения дополнительного образования детей (детская юношеская спортивная школа, центр детского творчества). Центр детского творчества ведёт свою историю с 3 декабря 1936 года, когда в поселке Дубна на основании Постановления бюро районного комитета партии был открыт районный Дом пионеров. Центр реализует дополнительные общеразвивающие программы для детей и подростков в возрасте от 4 до 18 лет по художественной, социально-педагогической и естественнонаучной направленности.
В районе функционирует 4 центра образования естественнонаучной и технологической направленности «Точка роста» (МКОУ Дубенская СОШ, МБОУ Воскресенская СОШ, МКОО Гвардейская СОШ и МКОУ «Опоченский центр образования»).

### Культура

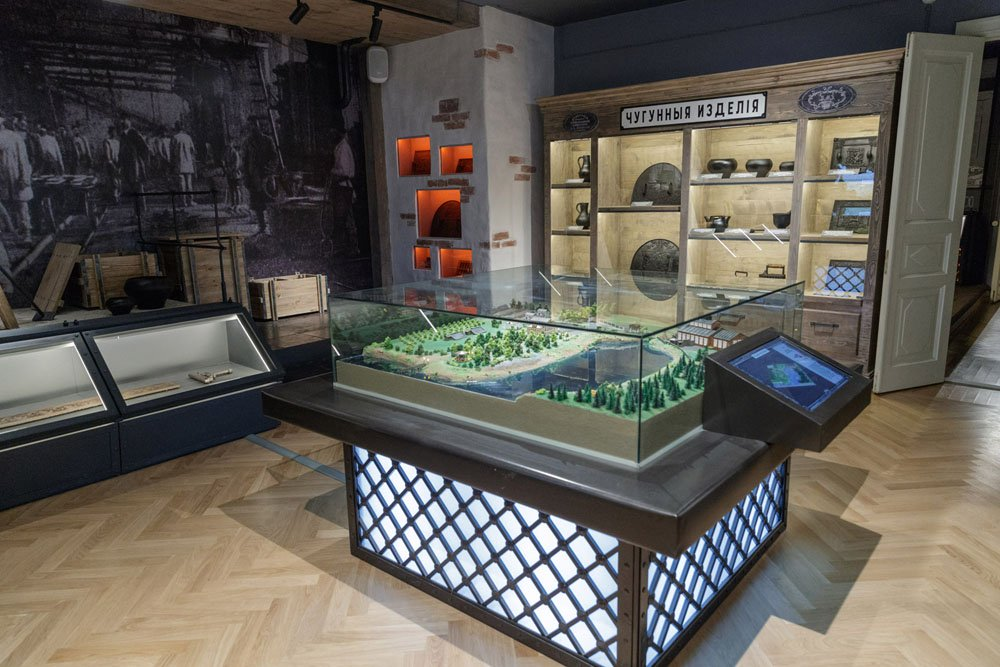
Экспозиция музея «Промышленная усадьба дворян Мосоловых»

В сфере культуры на территории района работают 3 муниципальных учреждения. Дубенская детская школа искусств была открыта в 1970 году в здании церкви Петра и Павла. В 2002 году школа переехала в новое трёхэтажное здание, что дало возможность расширить контингент обучающихся. На данный момент в школе открыты отделения: фортепианное, народных инструментов, сольного пения, художественное. Обучение ведется по 8 специальностям: фортепиано, домра, балалайка, баян, аккордеон, сольное пение, академическое пение, изобразительное искусство.
Дубенский районный центр культуры, искусства, кино и библиотечного обслуживания включает в себя 11 сельских филиалов культуры и библиотечного обслуживания, библиотеку Дубны, кинотеатр «Стрела 3D» на 272 места, туристско-информационный центр «Дубна», Центр поддержки добровольчества и Центр национальных культур. На базе районного центра культуры функционируют 218 клубных формирований различной направленности: художественно-эстетическое, культурологическое, оздоровительное, социально-педагогическое, техническое и т. д.
Музейная деятельность в районе представлена Дубенским районным краеведческим музеем и двумя его филиалами: музеем «Промышленная усадьба дворян Мосоловых» и краеведческий музей им. капитан — командора А. И. Чирикова в селе Лужное.

### Спорт
С 1988 года в районе функционирует Детско-юношеская спортивная школа, которая оказывает дополнительные образовательные услуги физкультурно-спортивной направленности по следующим видам спорта: волейбол, футбол, лыжные гонки, пауэрлифтинг, тяжелая атлетика, спортивный туризм и спортивно-оздоровительные группы. На базе ФОК «Дубна» проводятся областные сельские игры, первенство области по мини-лапте, областные соревнования по лыжным гонкам «Лыжня Веденина», межрайонные соревнования по городошному спорту, волейболу и баскетболу, районные соревнования по пляжному волейболу, по общей физической подготовке, воркауту, баскетболу, мини-футболу. На территории района расположено 8 мини-стадионов (при школах), 1 спортивная площадка, построенная по программе «Газпром-детям» и 2 площадки для занятий силовыми видами спорта (воркаутом).
В течение 2018—2022 годов было установлено и модернизировано 36 спортивных и детских игровых объектов, обновлено и установлено спортивное оборудование в 8 общеобразовательных учреждениях и 3 дошкольных учреждениях, открыта площадка ГТО (оборудование — 2 млн руб.), открыт центр тестирования ГТО на базе ФОК «Дубна», установлены 2-е хоккейные коробки, 3-и площадки воркаута.

### Молодёжная политика
Реализация основных направлений молодёжной политики осуществляется учреждениями культуры, образования района, Центром поддержки и развития добровольчества, открытым в 2022 году. В районе функционируют 6 юнармейских отрядов, созданных на базе общеобразовательных организаций, с общей численностью 70 человек. Юнармейцы принимают участие во всероссийских и областных соревнованиях и слетах, являются постоянными участниками военно-патриотических мероприятий, проводимых в районе.

## Средства массовой информации
Государственное учреждение Тульской области Информационное агентство «Регион 71» является учредителем районной общественно-политической газеты «Наследие», которая является официальным печатным изданием муниципального образования Дубенский район.

## Туризм
Основными направлениями туризма в районе являются культурно-познавательный, событийный, сельский и экологический туризм.

### Культурно-познавательный

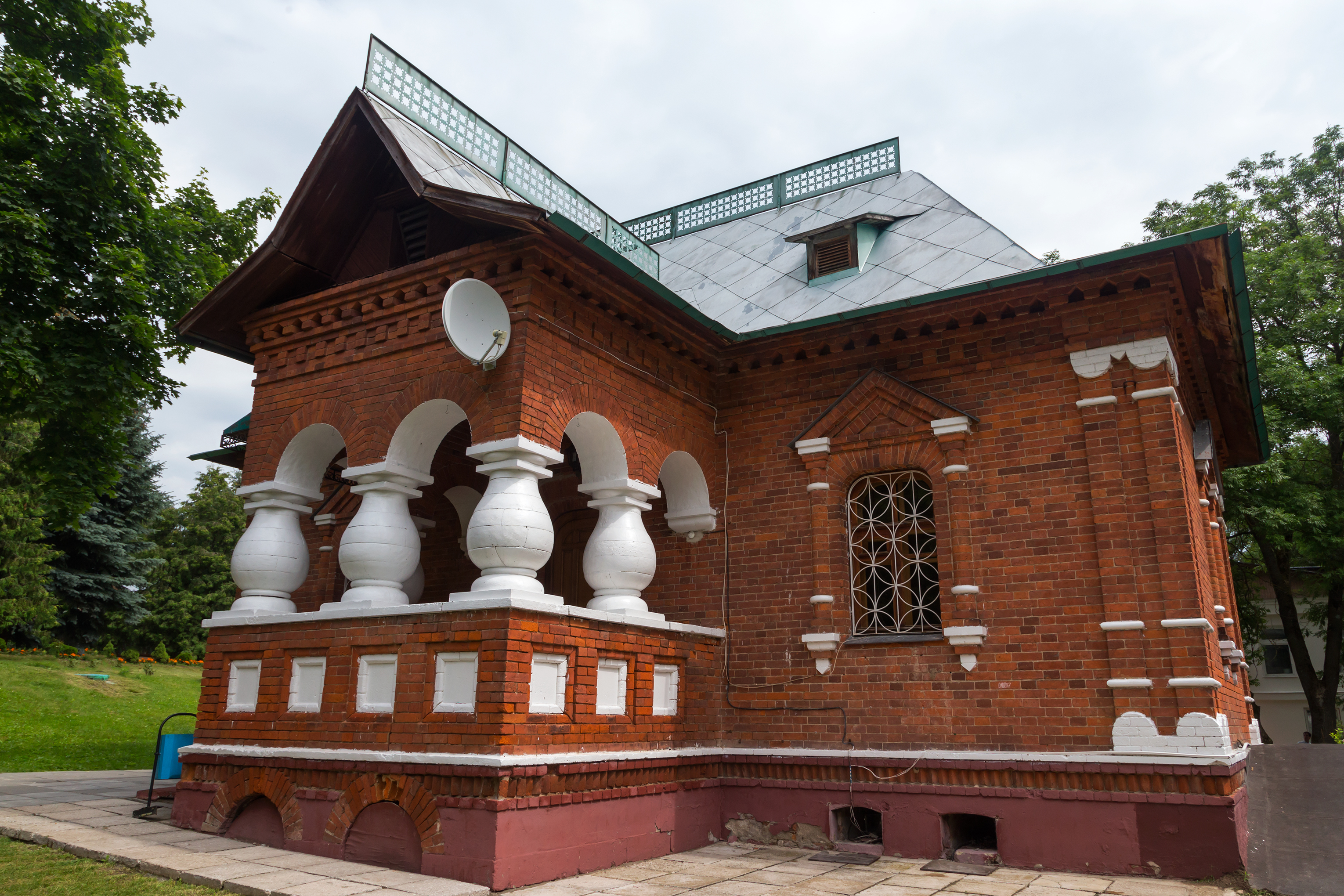
Теремок в усадьбе Голицыных в деревне Якшино

В рамках культурно-познавательного туризма в районе функционирует Дубенский районный краеведческий музей, открытый на общественных началах в 1993 году. Музей имеет четыре экспозиционных и один выставочный зал, которые оформлены по темам: «Мосоловы и Дубенский чугунно-плавильный завод», «Знаменитые люди земли Дубенской», «Древние города Спаш и Волкона», «Быт и занятия крестьян в дубенских деревнях в XVIII — начале XX веков», «Великой Победе в Великой Отечественной войне 1941—1945 годов посвящается» и «Оккупация и освобождение Дубенского района в 1941 году». Музейный фонд составляет 3 344 единицы хранения, из которых основной фонд — 2558 единиц хранения, и 1314 — научно-вспомогательный. Филиалами музея являются музей «Промышленная усадьба дворян Мосоловых» и краеведческий музей им. А. И. Чирикова в селе Лужное.
Краеведческий музей имени капитан-командора А. И. Чирикова открыт 27 декабря 2003 года, и расположен в здании сельского дома культуры и досуга. Основная стационарная экспозиция «Великие Камчатские экспедиции» посвящена уроженцу луженской земли капитан-командору Алексею Ильичу Чирикову. Зал «Память» посвящён луженцам — участникам Великой Отечественной войны. Также представлены экспозиции «Быт крестьян села Лужное в XIX — начале XX веков» и «История колхоза „Заветы Ленина“». Фонды музея автономны и насчитывают около 1000 единиц хранения (основного и научно-вспомогательного фондов).
Музей «Промышленная усадьба дворян Мосоловых» открыт в 2020 году в деревянном трехэтажном особняке с каменным первым этажом 1828 года постройки. На первом этаже размещена стационарная современная выставка «История металлургии», а на втором этаже — постоянные экспозиции «Кабинет штабс-ротмистра Алексея Ивановича Мосолова» и «Гостиная дворянского рода Мосоловых». В ансамбль промышленной усадьбы также входят три здания людских (XIX век), производственный корпус (XIX век), плотина с прудом (XVIII век) и парк (XVIII—XIX века).

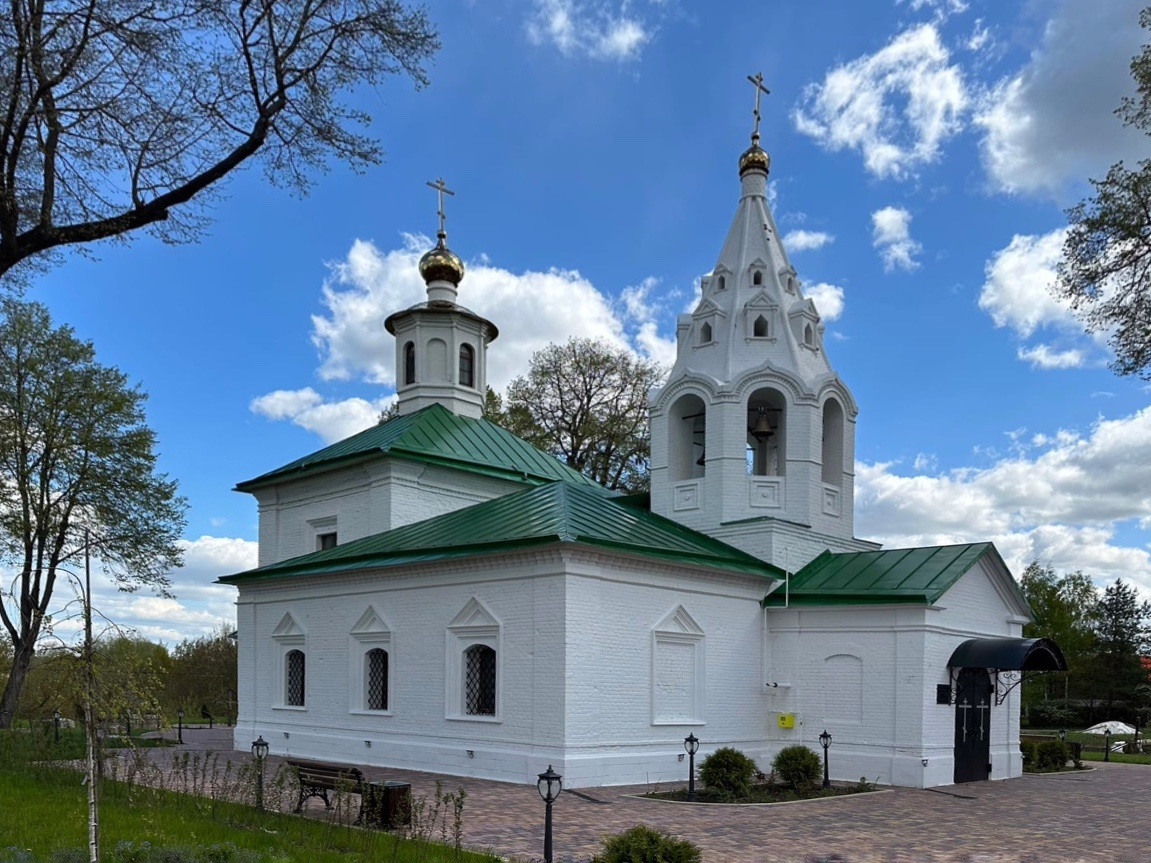
Церковь Николая Чудотворца в селе Панковичи

Помимо усадьбы Мосоловых в Дубенском районе сохранились ещё две помещичьи усадьбы. В деревне Якшина находится усадьба поручика Петра Андреевича Михнева, известная с последней четверти XVIII века. С середины XIX века ей владели князья Голицыны, перестроившие её по образцу курортных дач того времени, и использовавшие её в качестве своей летней резиденции. В комплекс входит полностью перестроенный барский дом, теремок в древнерусском стиле, парковый павильон начала XX века, заброшенная Преображенская церковь (1888), пейзажный парк из смешанных пород деревьев XIX века с каскадом прудов. В настоящее время на территории усадьбы находится база отдыха «Ясный берег», которая принадлежит Центральному конструкторско-исследовательскому бюро спортивного и охотничьего оружия (ЦКИБ СОО). В деревне Якшино располагается усадьба Урусовых-Мальцев, которая включает в себя заброшенный эклектичный главный дом конца XIX века, флигель, хозяйственные здания, Воскресенская церковь и регулярный липовый парк. В 2020 году усадьба вошла в федеральный проект «Возрождение исторических усадеб» национального проекта «Культура» с целью её восстановления.
Архитектурные стили церковного зодчества представлены русским узорочьем в церкви Николая Чудотворца в селе Панковичи (1735), нарышкинским барокко в колокольни церкви Воздвижения Креста Господня в селе Новое Павшино (1731), классицизмом в церквях Бориса и Глеба в деревне Поречье (1804), Спаса Преображения в деревне Якшино (1817), Михаила Архангела в деревне Бабошино (1832), Воскресения Христова в селе Воскресенское (1825), и эклектикой в церквях Николая Чудотворца в деревне Карачево (1865), Иоанна Богослова в селе Протасово (1894) и Петра и Павла в посёлке Дубна (1906).
К памятникам истории относятся братские могилы с захоронением воинов, погибших в боях в период Великой Отечественной войны 1941—1945 годов в посёлке Дубна и деревне Бредихино.
Археологические памятники представлены городищем у деревни Поречье, датируемым железным веков, остатками города Волконеска (в устье притока Упы реки Волкона, в 100—200 м к югу от церкви села Берёзово и выселка Голубятни), бывшего центром Волконского княжества, а также городищами у населённых пунктов Берёзово, Лужное, Радуговище, Тимофеевка, Малая Стрекаловка и Новое Павшино, где были обнаружены многочисленные артефакты (наконечники копий, украшения, застежки, керамика и т.д), датируемые начиная со времени великого переселения народов (I—V века) и роменско-борщёвской культуры до позднесредневекового периода.

### Событийный туризм

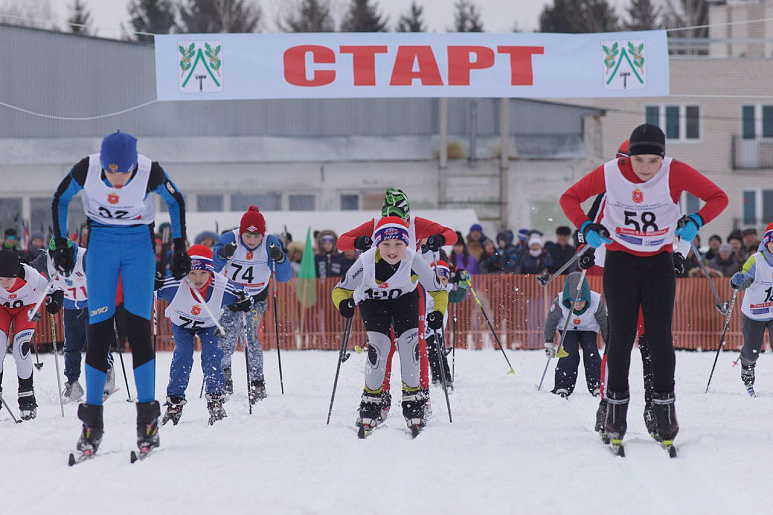
Лыжная гонка «Лыжня Веденина»

Областная массовая лыжная гонка «Лыжня Веденина» проходит в феврале, начиная с 1989 года, и посвящена чемпиону олимпийских игр Вячеславу Веденину, уроженцу Дубенского района. Ежегодно мероприятие собирает около 500 участников и гостей со всей Тульской области. В рамках массовой гонки на выбор предоставляются три дистанции: один километр (для детей), три и пять километров (для юношей и девушек) и три с половиной и десять километров (для мужчин и женщин).
В первое воскресенье августа проходит областной вокальный фестиваль-конкурс имени заслуженного артиста СССР Владимира Макарова, который проводится в Дубне начиная с 1997 года. В концертной программе принимают участие самодеятельные артисты в возрасте от 16 до 45 лет. Солисты-вокалисты, вокальные и вокально-инструментальные ансамбли, представляют по 2 конкурсных произведения: обязательное — из репертуара 1960—1970 годов и произведение современной тематики. Конкурсная программа состоит из 2-х отделений: конкурсное и гала-концерт. В фестивале принимают участие конкурсанты из большинства муниципальных образований Тульской области.
Ежегодно в марте в Дубне проходит Всероссийский турнир «Гусиные бои», в котором принимают участие более гусеводы из различных регионов России. В течение дня проходит более 40 гусиных боев, в которых выявляется победитель, который сможет обратить соперника в бегство. Бои длятся от нескольких минут до часа, и участвуют в состязаниях только птицы тульской бойцовой породы, они были выведены в 1814 году в селе Новое Павшино Дубенского района.
В последнее воскресенье июля в день ВМФ России проходит праздник села Лужное с обширной культурной и развлекательной программой, с возложением цветов к обелиску капитана-командора Алексея Чирикова, осмотром музея и фестивалем бардовской песни на морскую тематику.
12 июля в престольный праздник храма святых апостолов Петра и Павла проводится фестиваль православных песнопений и возрождения православной культуры «Дубна Православная». Фестиваль проводится с 2003 года по благословению епископа Белёвского и Алексинского Серафима. На фестивале выступают хоры, ансамбли и певчие православных храмов Тульской области, прочие коллективы, а также самодеятельные поэты и певцы.

### Сельский и экологический
В 2015 году в районе была создана виноградная усадьба «Kulakovo» с целью выращивания северного морозостойкого виноградника. В настоящее время она является многофункциональной площадкой для отдыха, групповых экскурсий по винограднику, местом проведения дегустаций местного вина и торжественных корпоративных и социальных мероприятий.
В Дубенском районе можно наблюдать сохранившиеся леса Тульских засек — полосу непроходимых лесов на границе лесостепи и степи, которые защищали с юга Московское государство от набегов татар, и составляли часть Большой Засечной черты.

## Известные люди
- Белоусов, Пётр Петрович (1856—1896) — санитарный врач Тулы, доктор медицинский наук (1896), член-учредитель Тульского отделения общества народного здравия. Создатель одного из лучших парков в России (1892).
- Бобынин, Виктор Викторович (1849—1919) — первый историк математики в России. Вырос в селе Бредихино.
- Веденин, Вячеслав Петрович (1941—2021) — советский лыжник, двукратный чемпион зимних Олимпийских игр.
- Демидов (Антуфьев) Никита Демидович (1656—1725) — тульский оружейник и заводчик, основатель промышленной династии, деятель российского промышленного предпринимательства XVIII в.
- Макаров, Владимир Павлович (1932—2008) — советский и российский певец, лирический баритон.
- Мосолов, Фёдор Кузьмич (ок. 1684 г. — не ранее 1750-х гг.) — тульский оружейник, мануфактурист, основатель промышленной династии. Построил в 1740 г. и пустил Дубенский (Дубненский) железоделательный завод, положивший начало созданию посёлка Дубна.
- Прончищева, Татьяна Фёдоровна (урожд. Кондырева; 1713—1736) — первая полярная путешественница. Вместе с мужем В. В. Прончищевым участвовала в Великой Северной экспедиции Витуса Беринга.
- Филин, Федот Петрович (1908—1982) — языковед, член-корреспондент АН СССР, доктор филологических наук, профессор. Теоретик и практик в области лексикологии, лексикографии, диалектологии. Лауреат Ленинской премии.
- Чириков, Алексей Ильич (1703—1748) — капитан-командор, мореплаватель, исследователь Арктики, первооткрыватель северо-западных берегов Америки.

Четверо уроженцев района удостоены звания Героя Советского Союза:
- Головин, Иван Васильевич (1920—1965) — советский офицер, участник Великой Отечественной войны, командир роты танков 1-й гвардейской танковой бригады. Родился в деревне Кадушенка.
- Косоруков, Владимир Матвеевич (1914—1993) — советский офицер, участник Великой Отечественной войны, командир батальона 203-го гвардейского стрелкового полка 70-й гвардейской стрелковой дивизии. Уроженец села Ясеновое.
- Рогов, Алексей Григорьевич (1913—1941) — советский офицер, участник Великой Отечественной войны, командир эскадрильи 40-го бомбардировочного авиационного полка 4-й бомбардировочной авиационной дивизии Западного фронта. С 7 лет жил в деревне Выглядовка.
- Седов, Константин Степанович (1908—1943) — советский солдат, участник Великой Отечественной войны, командир орудия 2-й батареи 540-го лёгкого артиллерийского полка (16-я лёгкая артиллерийская бригада, 5-я артиллерийская дивизия прорыва), старшина. Родился в деревне Берёзово.

В 1995 году было присвоено звание Героя России лётчику Василию Логиновичу Новикову, уроженцу деревни Гурьевка.